# Alexander von Hartmann
Alexander von Hartmann (11 de dezembro de 1890 - 26 de janeiro de 1943) foi um oficial alemão que serviu no Deutsches Heer durante a Segunda Guerra Mundial. Foi condecorado com a Cruz de Cavaleiro da Cruz de Ferro.

## Condecorações
| Cruz de Ferro (1914) 2ª Classe                                         |                      |
| Cruz de Ferro (1914) 1ª Classe                                         |                      |
| Cruz de Cavaleiro da Ordem do Falcão Branco Segunda Classe com Espadas |                      |
| Cruz de Guerra Wilhelm Ernst                                           |                      |
| Cruz de Honra da Ordem da Casa de Lippe, 4ª Classe com Espadas         |                      |
| Cruz do Mérito Militar 3ª Classe                                       |                      |
| Estrela de Galípoli                                                    |                      |
| Distintivo de Feridos (1914) em Preto                                  |                      |
| Cruz de Honra da Guerra Mundial 1914/1918                              |                      |
| Cruz de Ferro (1939) 2ª Classe                                         |                      |
| Cruz de Ferro (1939) 1ª Classe                                         |                      |
| Cruz de Cavaleiro da Cruz de Ferro                                     | 8 de outubro de 1942 |